# Elefanten (vej)
Elefanten er en vej på Nyholm, som har sit navn fra orlogsskibet Elefanten, der i 1728 blev sænket for at danne fundamentet for en mole. Vejen ligger udspringer fra A.H. Vedels Plads.

## En strategisk passage
Fra molen strakte der sig en træbro næsten tværs over havneløbet. Den korte gennemsejling ved Københavns Toldbod kunne spærres med en bom, hvilket gjorde det muligt at kontrollere adgangen til havnen.

## Fra søværnets jargon til officielt vejnavn
Navnet Elefanten har formentlig været brugt af Søværnet i mange år, men det blev først et officielt vejnavn i 1996.

## Nutidens Elefanten
I dag ligger museumsskibet Peder Skram ved Elefanten, og kongeskibet Dannebrog kan også til tider ses fortøjet her.